# Mărcușu, Vâlcea
Mărcușu este un sat în comuna Făurești din județul Vâlcea, Oltenia, România.
 Acest articol despre o localitate din județul Vâlcea este deocamdată un ciot. Puteți ajuta Wikipedia prin completarea lui.